# 索基林
50°48′43″N 31°2′13″E / 50.81194°N 31.03694°E

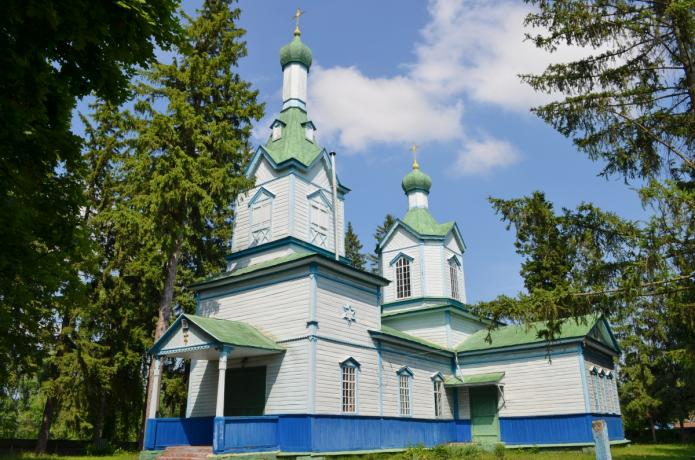

索基林（烏克蘭語：Сокирин），是烏克蘭北部的村莊，隸屬切爾尼希夫州的切爾尼希夫區。該村始建於1666年，面積1.8平方公里，海拔高度113米，2021年人口100，人口密度每平方公里100.9人。